# سوروبایکالسک
شهر سوروبایکالسک (به روسی: Северобайкальск) در کشور روسیه و در جمهوری بوریاتیا واقع شده‌است.